# Memorial de Hadamar
El Memorial de Hadamar és un espai commemoratiu a Hadamar, Alemanya, creat el 1983 a l'Hospital Psiquiàtric de Hadamar en memòria de les víctimes de "l'eutanàsia forçada", un sistema amb què el règim nazi va eliminar milers de persones amb discapacitats mentals i físiques. Avui, el complex del Memorial de Hadamar consta del cementiri on es van enterrar algunes de les víctimes, el soterrani de l'edifici on es produïen les morts, el garatge dels autocars amb els que es traslladava les víctimes i una exposició permanent.
Entre 1939 i 1945 aproximadament 200.000 persones d'Alemanya van ser víctimes de "l'eutanàsia forçada" aplicada pel règim nazi. Les víctimes que van ser assassinades eren majoritàriament persones amb discapacitats físiques i mentals, malalts de tuberculosi i fills de matrimonis mixtes entre alemanys i jueus. Tots ells tenien en comú que no lligaven amb la imatge nacionalsocialista de "l'ari fort" que hauria de reeixir en la "lluita per l'existència".	